# パエニバシラス科
パエニバシラス科（Paenibacillaceae）は、フィルミクテス門バシラス目に属するグラム陽性の真正細菌の科である。パエニバシラス属などがこの科に属している。